# Pleurogonium serratum
Pleurogonium serratum är en kräftdjursart som beskrevs av Frank Evers Beddard 1886. Pleurogonium serratum ingår i släktet Pleurogonium och familjen Paramunnidae. Inga underarter finns listade i Catalogue of Life.